# Fragilização causada por sulfeto
Fragilização causada por sulfeto ou estresse de fraturamento por sulfeto (SSC, do inglês sulfide stress cracking) é uma forma de fragilização por hidrogênio (H2S), que é um mecanismo de quebra catódica. Não deve ser confundida com o termo fragilização por corrosão sob tensão, que é um mecanismo de quebra anódica. Ligas suscetíveis, especialmente aços, reagem com sulfeto de hidrogênio, formando sulfetos metálicos e hidrogênio atômico como derivados de corrosão. Hidrogênio atômico ou combina-se para formar H2 na superfície do metal ou difunde-se na matriz do metal. Como o enxofre é um veneno da recombinação de hidrogênio, a quantidade de hidrogênio atômico que recombina para formar H2 na superfície é muito reduzida, aumentando assim a quantidade de difusão do hidrogênio atômico na matriz do metal. Este aspecto é o que faz ambientes úmidos com H2S tão corrosivos e rigorosos à determinadas ligas.